# Ismene deflexa
Ismene deflexa är en amaryllisväxtart som beskrevs av Herb.. Ismene deflexa ingår i släktet Ismene och familjen amaryllisväxter.
Artens utbredningsområde är Peru. Inga underarter finns listade i Catalogue of Life.

## Bildgalleri

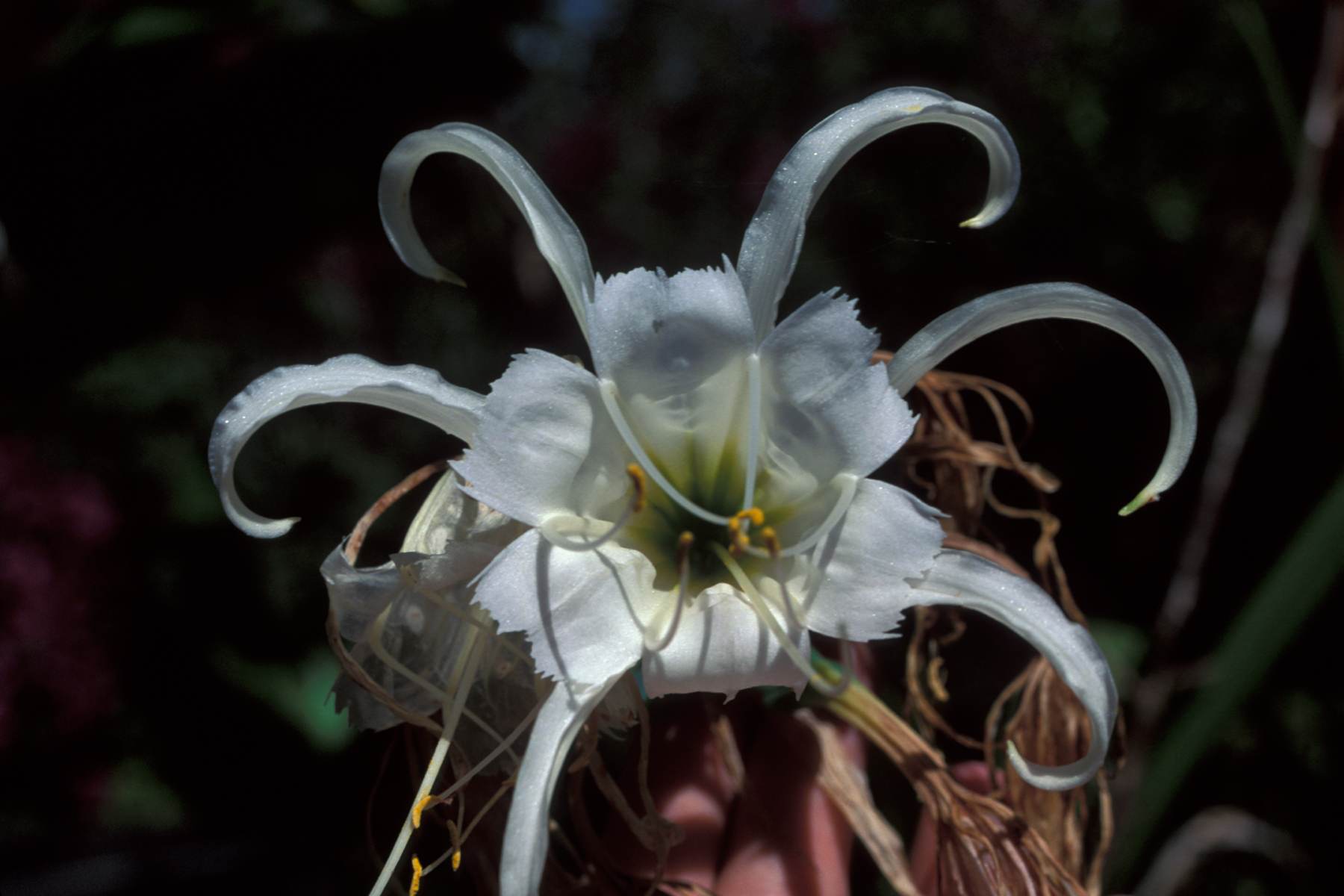
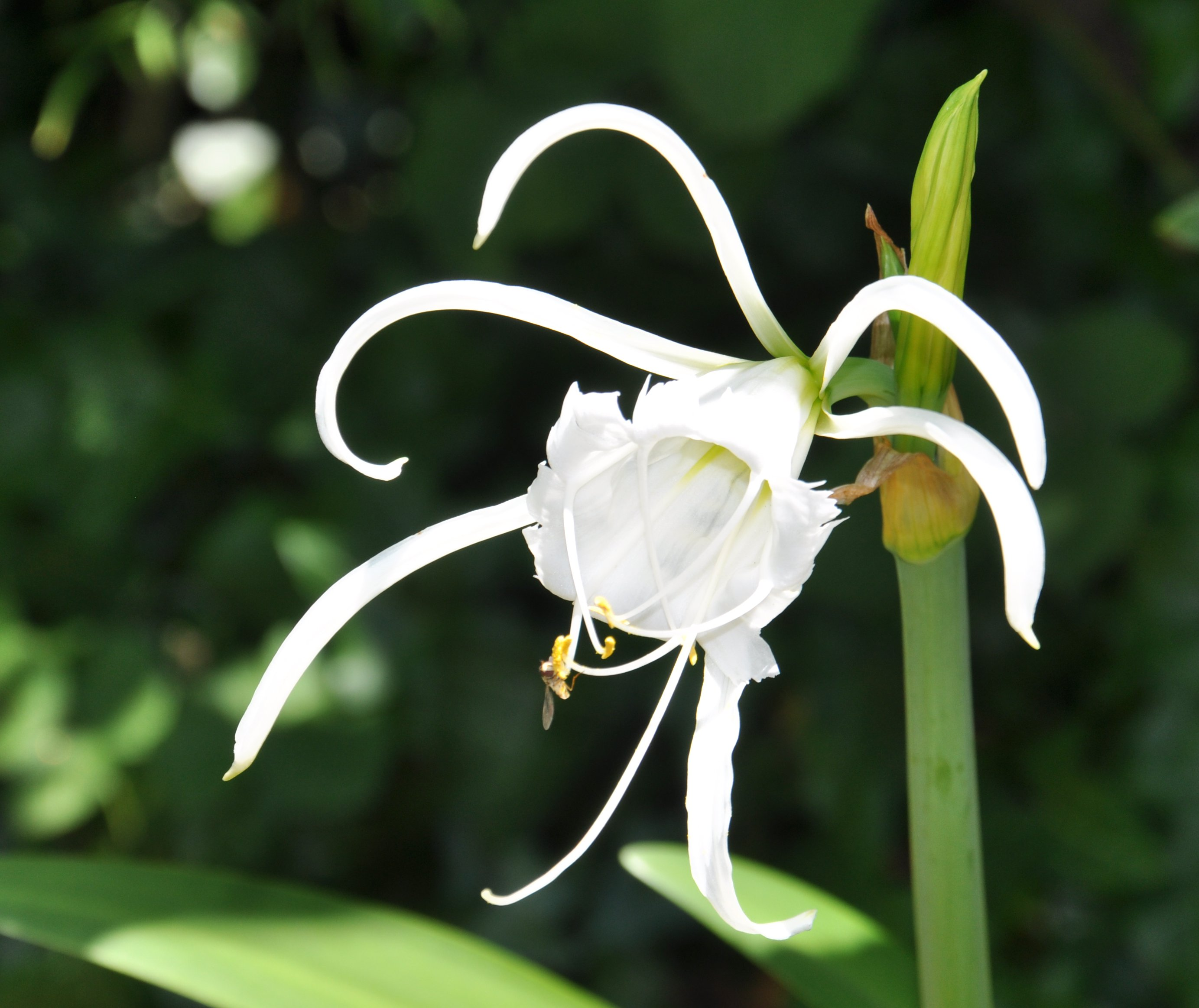
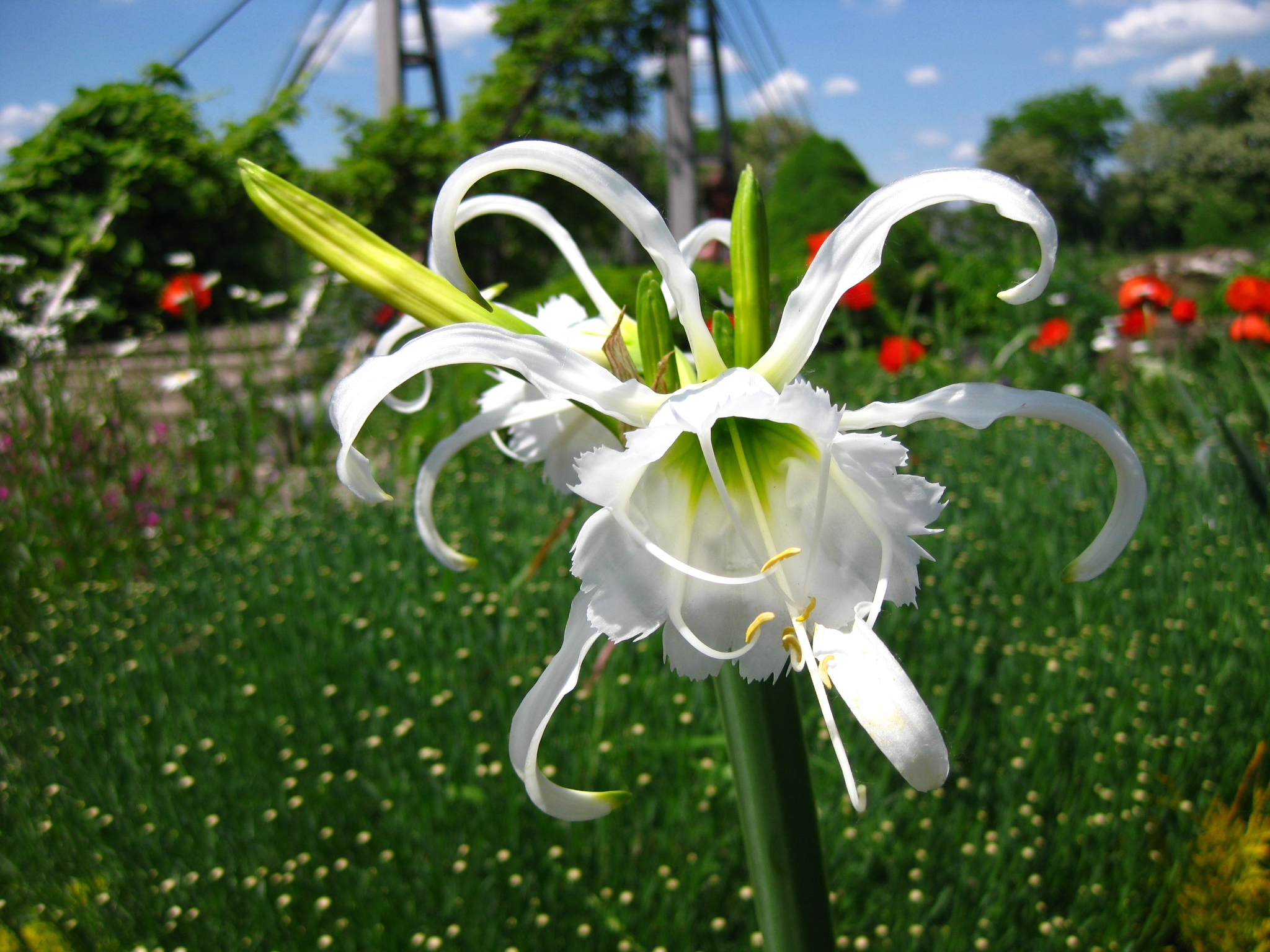